# Токаче
Токаче (ісп. Tocache) — місто в Перу, адміністративний центр провінції Токаче.

## Географія
Лежить у Північному Перу на річці Уайяґа (басейн Мараньйону).

### Клімат
Місто знаходиться у зоні, котра характеризується вологим тропічним кліматом. Найтепліший місяць — листопад із середньою температурою 24,8 °C (76,6 °F). Найхолодніший місяць — липень, із середньою температурою 23,5 °С (74,3 °F).
| Клімат Токаче           | Клімат Токаче | Клімат Токаче | Клімат Токаче | Клімат Токаче | Клімат Токаче | Клімат Токаче | Клімат Токаче | Клімат Токаче | Клімат Токаче | Клімат Токаче | Клімат Токаче | Клімат Токаче | Клімат Токаче |
| Показник                | Січ.          | Лют.          | Бер.          | Квіт.         | Трав.         | Черв.         | Лип.          | Серп.         | Вер.          | Жовт.         | Лист.         | Груд.         | Рік           |
| Середня температура, °C | 24,7          | 24,6          | 24,6          | 24,6          | 24,5          | 23,8          | 23,5          | 24,1          | 24,4          | 24,6          | 24,8          | 24,8          | 24,4          |
| Норма опадів, мм        | 266.1         | 269.6         | 259.1         | 219.4         | 151.3         | 119.3         | 113.1         | 116.2         | 152.1         | 235.5         | 273.1         | 265           | 2439.8        |
| Днів з опадами          | 16,4          | 16            | 15,3          | 13,2          | 12,5          | 8,7           | 9,6           | 7,4           | 10,5          | 13,4          | 12,8          | 14,8          | 150,6         |
| Вологість повітря, %    | 78            | 77.7          | 80.3          | 80.3          | 79            | 78.6          | 76.9          | 74.4          | 75.8          | 77.8          | 76.9          | 77.4          | 77.8          |
| ----------------------- | ------------- | ------------- | ------------- | ------------- | ------------- | ------------- | ------------- | ------------- | ------------- | ------------- | ------------- | ------------- | ------------- |
| Джерело: Weatherbase    |               |               |               |               |               |               |               |               |               |               |               |               |               |